# 石徳林
石 徳林（せき とくりん、生没年不詳）は、中国後漢末期の隠者。雍州安定郡の出身。
徳林は字であり、本名は不詳。またの名を寒貧（かんぴん）。素寒貧（すかんぴん）の語源になったと言われる。
若い頃、長安で学者について学んだ。特に「方術」に興味を示し、その頃から「隠遁」の気が芽生えた。馬超・韓遂らが叛乱を起こした際に難を避けて一時漢中に移り、また曹操の漢中制圧後に長安へ帰還した。長安帰還後、彼は意図的に人との面会を避け、官の招きにも応ぜず「阿呆」を装うようになり、乞食のような生活を生涯貫いた。